# Vilbrun Guillaume Sam
Jean Vilbrun Guillaume Sam – haitański generał i polityk, minister wojny i marynarki w latach 1897–1902, w 1915 dokonał zamachu stanu, obalając prezydenta Davilmara i przejmując po nim urząd. Wkrótce potem wydał rozkaz stracenia 167 więźniów politycznych, czym doprowadził do wybuchu rewolty w Port-au-Prince. Sam schronił się w ambasadzie francuskiej, tłum zdołał go jednak zamordować i poćwiartować.
Był kuzynem haitańskiego prezydenta Tirésiasa Simona Sama.